# Bachtowar Bachirschanowitsch Nasirow
Bachtowar Bachirschanowitsch Nasirow (russisch Бахтовар Бахиржанович Назиров; englisch Bakhtovar Nazirov; * 16. Mai 1994 in Langepas, AK der Chanten und Mansen) ist ein russischer Boxer im Bantamgewicht.

## Erfolge
2010 wurde er Russischer Juniorenmeister und gewann die Goldmedaille bei den Junioren-Europameisterschaften in der Ukraine. 2013 und 2014 gewann er zudem jeweils den World Cup of Petroleum Countries in Chanty-Mansijsk bzw. Belojarski. Mit Finalsieg gegen Jasurbek Latipov erreichte er im März 2013 den ersten Platz beim Nikolay Manger Memorial in der Ukraine. Im November 2014 gewann er den Governor Cup in Sankt Petersburg.
2013 und 2014 wurde er Russischer Meister (U22) und nahm an den Europaspielen 2015 in Baku teil. Durch Siege gegen Kurt Walker aus Irland, Wjatscheslaw Goschan aus Moldawien, Riccardo D’Andrea aus Italien, Tayfur Əliyev aus Aserbaidschan und Dsmitryj Assanau aus Weißrussland, gewann er erneut eine Goldmedaille.
Bei den Weltmeisterschaften 2015 in Doha unterlag er im Achtelfinale gegen den Kubaner Andy Cruz Gómez. 2016 gewann er die Russischen Meisterschaften und das Gee-Bee Tournament in Helsinki. 2017 wurde er erneut russischer Meister und nahm an den Europameisterschaften in Charkiw teil, wo er im Achtelfinale gegen den Schotten Lee McGregor ausschied.
2018 wurde er wieder russischer Meister und nahm an den Europaspielen 2019 teil, wo er ohne Medaille ausschied.